# 海軍大将
海軍大将（かいぐんたいしょう、英語: admiral; full admiral、フランス語: amiral）は、海軍の階級の一つ。通常は海軍中将の上に位置する。一般に将官の最高位であり、海軍軍人の最高位である。提督（ていとく）とも訳される。
NATO階級符号は通常OF-9とされるが、旧ドイツ海軍やロシア海軍のような上級大将四階級制を採っている国々の海軍では上級大将がOF-9に相当するため、そしてスペイン海軍では海軍大将が陸軍および空軍中将と同格で、海軍上級大将が陸軍および空軍大将と同格となっているため、これらの国々では一部の国を除いて海軍大将はOF-8に相当する。

## 名称
英呼称である“admiral”はアラビア語で「海の司令官」を意味するアミール・アルバール“amīr al-baḥr”に由来する。ほかの海軍将官の階級と区別するためフル・アドミラル (Full admiral)と呼称することもあれば、 オランダの様に国によってはアドミラルを元帥位とし、ルテナント・アドミラル (Lieutenant-admiraal)、それに類する呼称を使用することもある。

## 概要
海軍大将は、通常は海軍で最高位の将官である。ただし、元帥や上級大将などの階級を置く制度をもつ国もあり、例えばアメリカ海軍では海軍元帥が最高階級となる。またロシア海軍ではロシア連邦元帥が制度上の最高位であるが、これは連邦軍共通の階級であるため海軍のみとしては海軍上級大将が最上位である。
一方フランスにも元帥が存在するが、これはフランス元帥という称号であって狭義の階級ではない。さらに大日本帝国にも元帥は存在したが、ただ陸軍元帥西郷隆盛を除いて陸海軍ともに称号として存在しており、例えば元帥号を贈られた東郷平八郎の階級はあくまで海軍大将であり、元帥海軍大将と呼ばれる。
また、小規模な海軍では大将がない場合もある。例えば、アイルランド海軍では海軍代将が最上級である。
海上自衛隊の最上階級である海将は、海軍中将に相当するが、統合幕僚長又は海上幕僚長たる海将は在任中は特別の階級章が定められ、海軍大将の地位と待遇を与えられる。
特異なケースとしてイタリア海軍では1947年に元帥共々廃止された嘗ての大将-Ammiraglio d'armataは戦時または動員時のみに到達できる最高位であり、1997年に制定されたAmmiraglioは国防参謀総長就任者の名誉階級として元帥待遇のためOF-10となっている。現在大将相当となっているAmmiraglio di squadra con incarichi specialiは嘗てのAmmiraglio designato d'armataの改称であり、厳密にいえば大将勤務中将というべきものである。

## 日本の海軍大将
- 大日本帝国海軍：海軍大将
- 海上自衛隊：
  - 海上幕僚長たる海将
  - 統合幕僚長たる海将
  - 統合幕僚会議議長たる海将（廃止）

## 各国の海軍大将

### アジア
- 大韓民国海軍：대장（大將）
- 中国人民解放軍海軍：海軍上将
- 中華民国海軍 : 海軍二級上将

### アメリカ
- アメリカ海軍：Admiral

- ブラジル海軍：Almirante-de-Esquadra

### ヨーロッパ
- イギリス海軍：Admiral
- オランダ海軍 : Luitenant-admiraal
- ドイツ海軍：Admiral
- フランス海軍：Amiral
- イタリア海軍：Ammiraglio di squadra con incarichi speciali
- ポルトガル海軍：Almirante
- ロシア海軍：Адмирал